# Mihály Solti
Mihály Solti (ur. 9 grudnia 1898 w Mezőhegyes, zm. 1976) – węgierski piłkarz występujący na pozycji pomocnika lub napastnika, reprezentant Węgier w latach 1922-1923.

## Kariera klubowa
Grę w piłkę nożną rozpoczynał w Szegedi AK. W sezonie 1926/27 utworzono rozgrywki zawodowe pod nazwą Nemzeti Bajnokság I, do których jego klub przystąpił pod nazwą Bástya FC. Solti zadebiutował w NBI 5 września 1926 w przegranym 1:3 meczu z III. Kerületi TVAC. W latach 1926–1930 rozegrał on w węgierskiej ekstraklasie 71 spotkań i zdobył 6 bramek.
Opisywano go jako zawodnika słabego fizycznie, lecz dysponującego dużą szybkością i dobrym wyszkoleniem technicznym.

## Kariera reprezentacyjna
W latach 1922–1923 rozegrał 2 spotkania w reprezentacji Węgier. Zadebiutował 14 maja 1922 w meczu przeciwko Polsce w Krakowie (3:0), w którym zdobył dwie bramki. Rok później wystąpił w wygranym 2:1 meczu ze Szwecją w Budapeszcie.